# Vertumne et Pomone (Camille Claudel)
Sakountala
Vertumne et Pomone est une sculpture de Camille Claudel, exécutée en marbre en 1905, représentant Vertumne étreignant Pomone qui s'abandonne à lui. Elle est exposée au musée Rodin.
Initialement, Camille Claudel crée Sakountala (ou L'Abandon) représentant en terre cuite puis en plâtre vers 1886 les retrouvailles de Shâkountalâ et de son époux, s'inspirant d'un ancien mythe indien.
Lorsqu'elle réalise le groupe sculpté en marbre en 1905, Camille Claudel le renomme Vertumne et Pomone ; c'est cette version, la plus aboutie et la plus admirée, qui est au musée Rodin. La même année, pour le Salon d'automne, le groupe est reproduit en bronze sous le titre L'Abandon.
Vertumne et Pomone est reconnu comme le premier grand chef-d'œuvre de Camille Claudel, inaugurant son esthétique propre, à la fois expansive et intimiste, et reflétant sa propre vie.

## Historique et description

### Sakountala, terre cuite, 1886

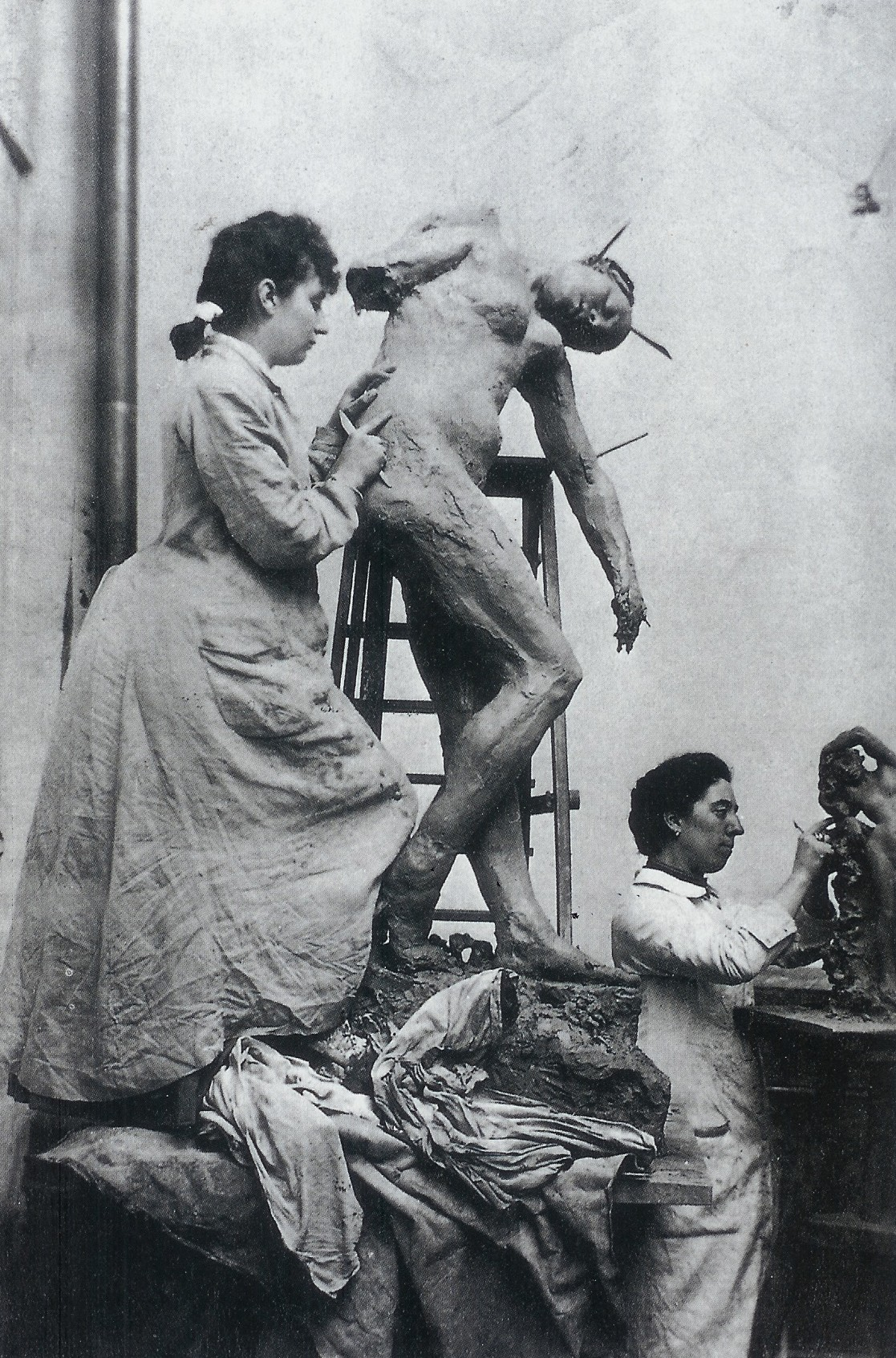
Camille Claudel œuvrant sur Sakountala, grandeur nature, en terre cuite.

Vers 1886, Camille Claudel sculpte en terre cuite, grandeur nature, les personnages de Shâkountalâ et du roi, selon la pièce de théâtre indienne La Reconnaissance de Shâkountalâ, inspirée d'un drame hindou de Kâlidâsa (Ve siècle).
Selon ce drame indien, le roi Dushyanta et Shâkuntalâ tombent amoureux. Le roi la demande en mariage, mais un sort lui fait perdre la mémoire et il ne la reconnaît plus. Camille Claudel choisit de représenter le moment où l'enchantement cesse, le roi reconnaît Shâkountalâ et les deux amants se retrouvent et s'étreignent.
Le roi est représenté à genoux, levant la tête vers Shâkuntalâ, le corps tendu vers elle et l'étreignant à la taille. Shâkuntalâ se penche, s'abandonne à la tendresse et repose sa tête sur celle du roi. Les deux personnages sont tendus l'un vers l'autre, dans une intense et profonde émotion.

### Sakountala, plâtre, salon de 1888

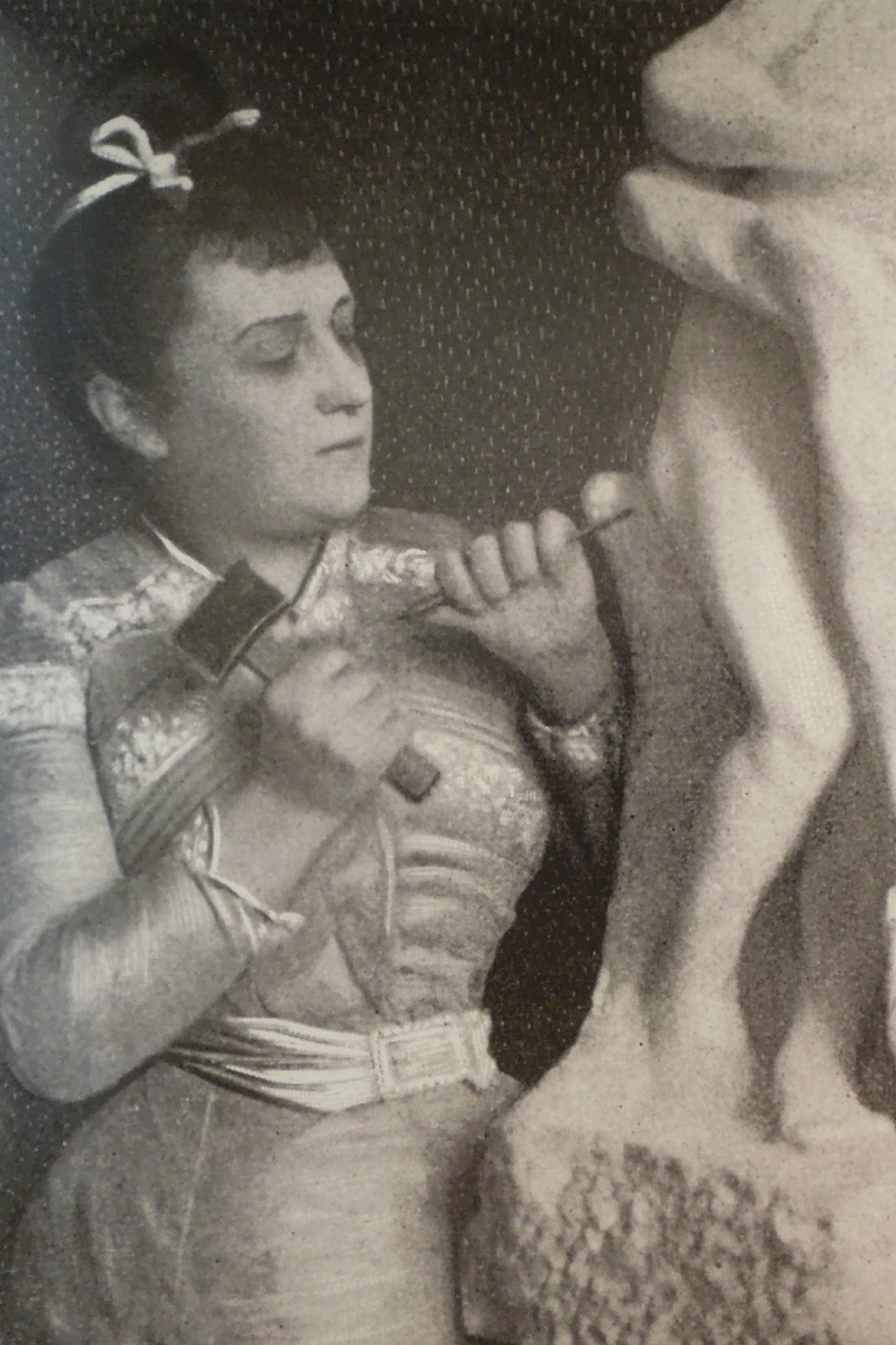
Camille Claudel sculptant le plâtre de Vertumne et Pomone.

La deuxième version de Sakountala, en plâtre, est exposée au présenté au Salon de 1888. L'œuvre y est remarquée et remporte une mention honorable,,.

Pour le critique et historien de l'art André Michel, cette œuvre  évoque : 

« Un sentiment profond de tendresse chaste et passionnée, je ne sais quel frémissement et quelle ardeur contenue, quelle aspiration et quelle plainte étouffée »

— André Michel,
Cette œuvre remporte un beau succès, elle est considérée comme un des premiers chefs-d'œuvre de l'artiste. Elle inaugure aussi l'esthétique propre de Camille Claudel, qui se détache de son maître pour une expression plastique particulière, à la fois expansive et intimiste, qu'elle ne quitte plus pendant la suite de sa carrière artistique.
Ce cycle d'œuvres ainsi inauguré par Sakountala est aussi un cycle autobiographique reposant sur des références littéraires ou mythologiques ou symboliques, qu'elle poursuivra également à partir de la figure féminine de Sakountala pour en faire sa Niobide.
En 1895, Camille Claudel fait don au musée de Chateauroux  de son groupe en plâtre Sakountala. La polémique dans la presse locale suscitée par l’exposition de l’œuvre permet de mieux apprécier les obstacles de tout ordre que Camille a dû surmonter pour s'affirmer dans le monde de son époque. Abandonnée dans des réserves humides, cette œuvre est retrouvée en 1975 par Jacques Cassar qui fait des démarches pour qu'elle soit sauvegardée. Elle a été depuis restaurée et est exposée depuis 1995 au musée Bertrand de Chateauroux.

### Vertumne et Pomone, marbre, 1905
Après l'espoir vain d'une commande de l'État, c'est seulement en 1905 que Camille Claudel peut en réaliser une version en marbre, grâce à la comtesse de Maigret. Cette nouvelle version, de taille plus réduite, s'appelle Vertumne et Pomone, du nom des divinités romaines Vertumne et Pomone,.
L'emploi du marbre permet une « réalisation bien plus aboutie », et son aspect poli affirme le style claudélien. Le marbre est de dimensions plus réduites que les versions grandeur nature. La hauteur en est de 86 cm pour une largeur de 80 cm et une profondeur de 42 cm, avec un socle de 5 cm de haut. Elle le signe sur la terrasse, où elle indique également le titre Vertumne et Pomone ; elle précise le numéro d'exemplaire « 1 » sur le socle.
Présenté en 1905 au Salon des artistes français, cette version en marbre est exposée au musée Rodin, à Paris.

### L'Abandon, bronzes, 1905
Le même année 1905, Camille Claudel réalise des versions en bronze, fondues par Eugène Blot. Cette version est présentée au Salon d'automne, et alors intitulée L'Abandon,. Deux dimensions de bronze sont tirées : l'un de 63cm (exemplaire au Musée de Cambrai) et l'autre de 43cm (exemplaire au Musée Camille Claudel). 
Plusieurs différences sont visible entre le Cacountala en plâtre et les tirages en bronze. Les positions des personnages sont moins dramatiques et la terrasse montre un décors végétal.

### Galerie
Des exemplaires de cette œuvre figurent au musée Rodin, au musée de Roubaix, et dans diverses collections : 

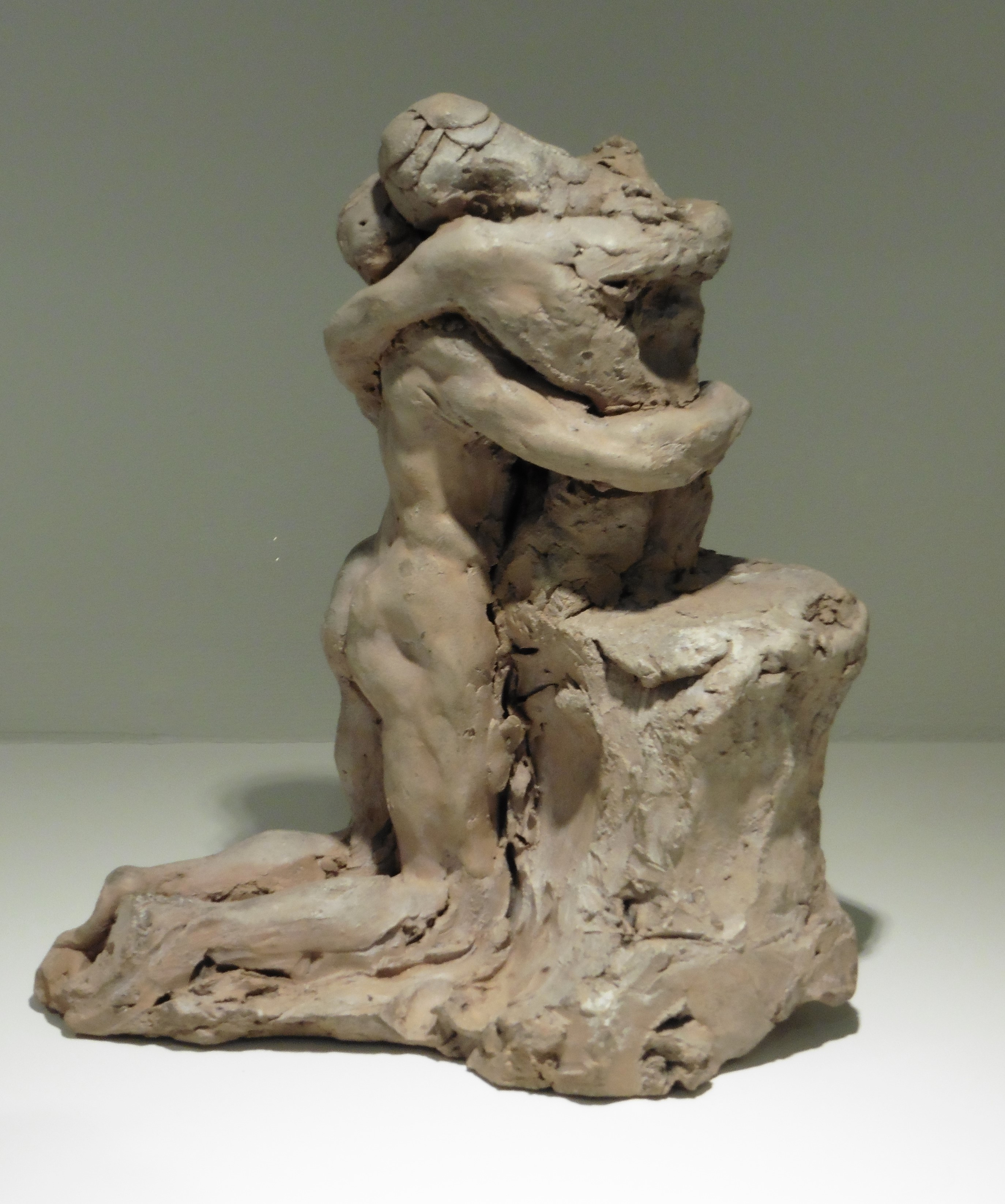
Sakountala, étude, vers 1886, La Piscine (Roubaix)
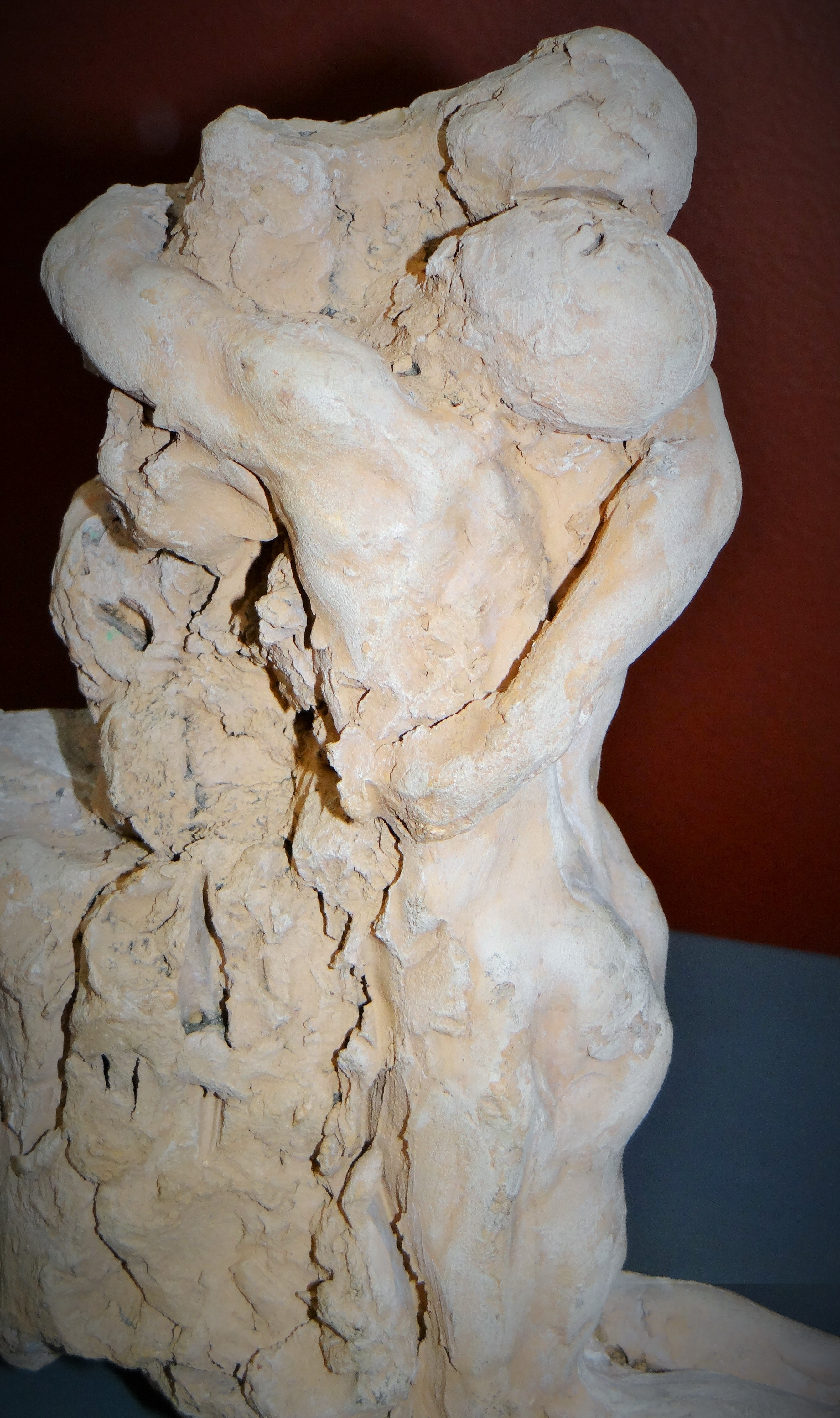
Autre étude, vers 1886.
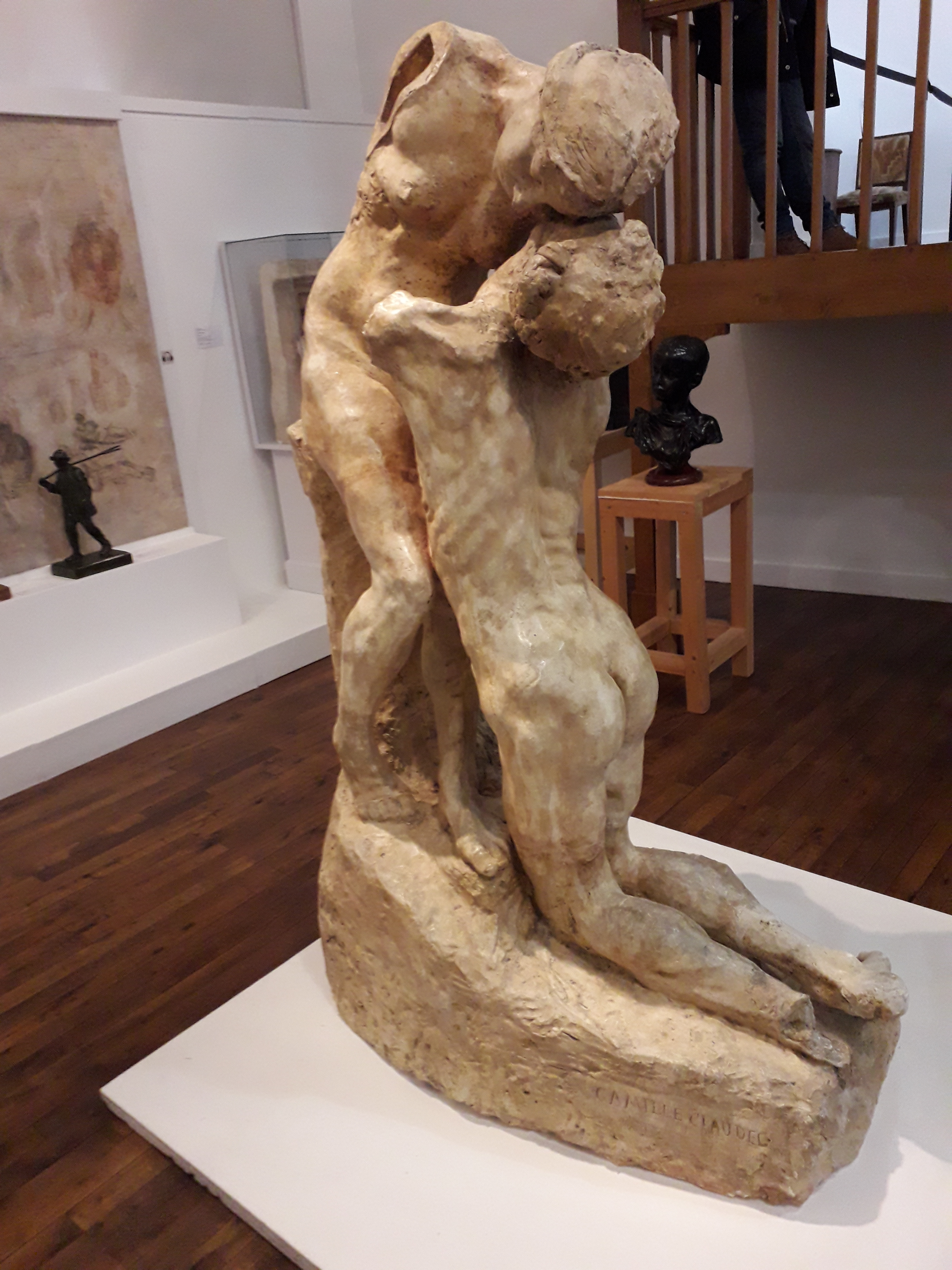
Original en plâtre, 1888, Musée Bertrand de Châteauroux.
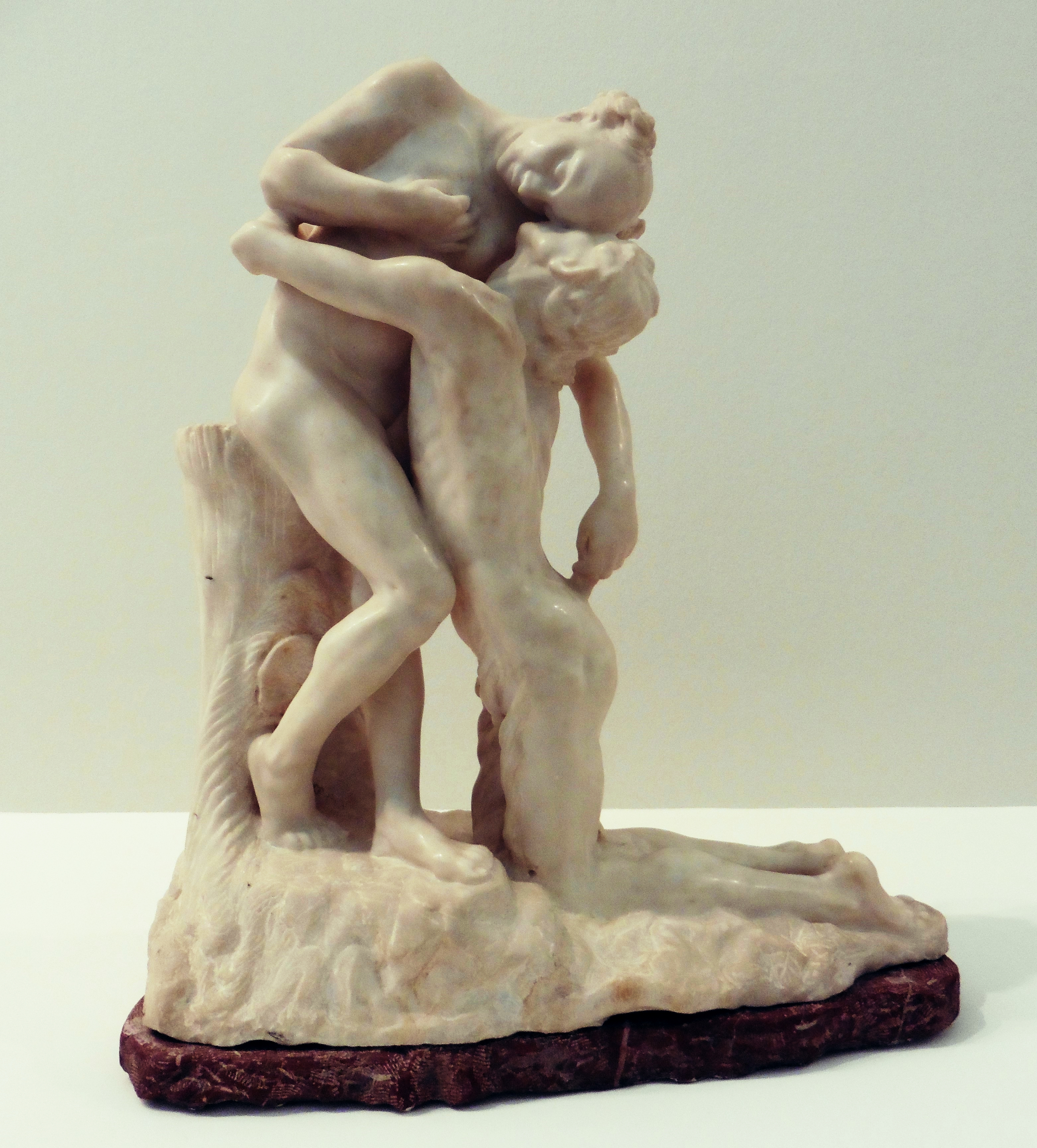
Vertumne et Pomone, marbre, 1905, La Piscine (Roubaix)
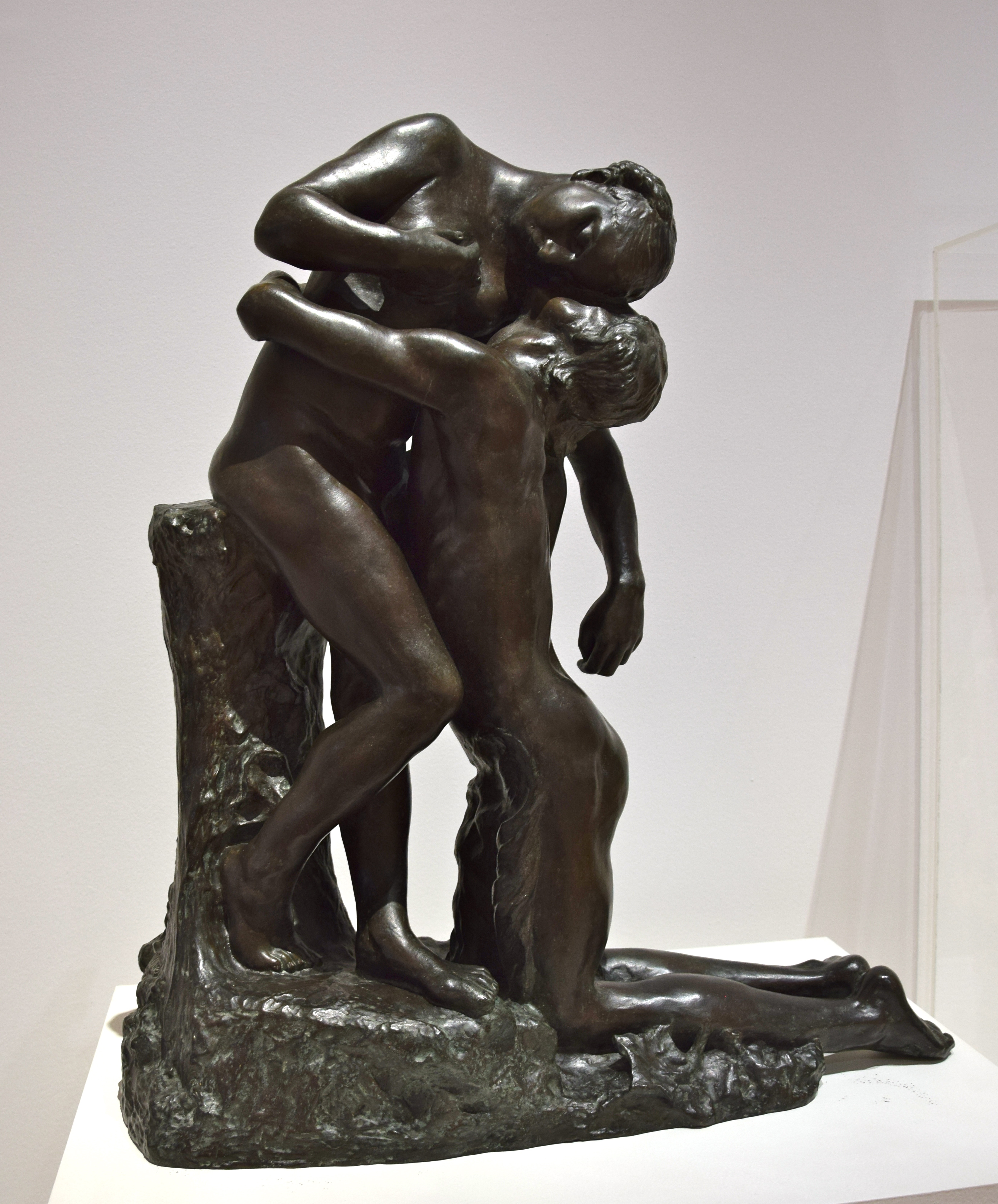
L'Abandon, bronze, 1905, Musée de Cambrai